# 阿列什基农村居民点
阿列什基农村居民点（俄语：Алешковское сельское поселение）是俄罗斯联邦沃罗涅日州捷尔诺夫卡区所属的一个农村居民点。其下辖有3个居民点，行政中心为阿列什基。据2016年统计，该农村居民点的人口为1149人。